# Perie

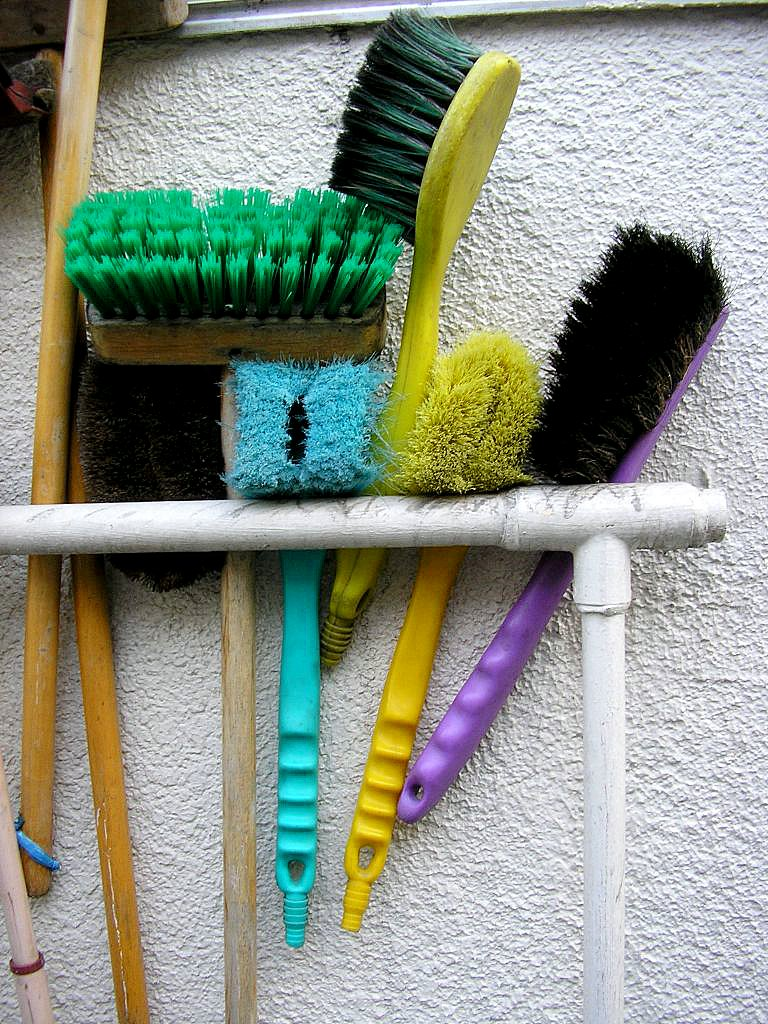
Perii de curăţare

Termenul de perie se referă la dispozitive înzestrate cu păr sau alte filamente de sârmă sau paie, utilizate pentru curățarea locuinței, întreținerea părului, crearea de picturi, vopsirea pereților, etc. 

## Perii colectoare
În tehnică sunt denumite perii, piese componente a mașinilor electrice, confecționate din carbon grafitat, ce intră în componența dispozitivelor de comutare a sensului curentului continuu de la motoarele cu colector sau generatoarele de curent sau în alcătuirea altor mașini electrice unde este necesară conectarea galvanică a rotoarelor.  

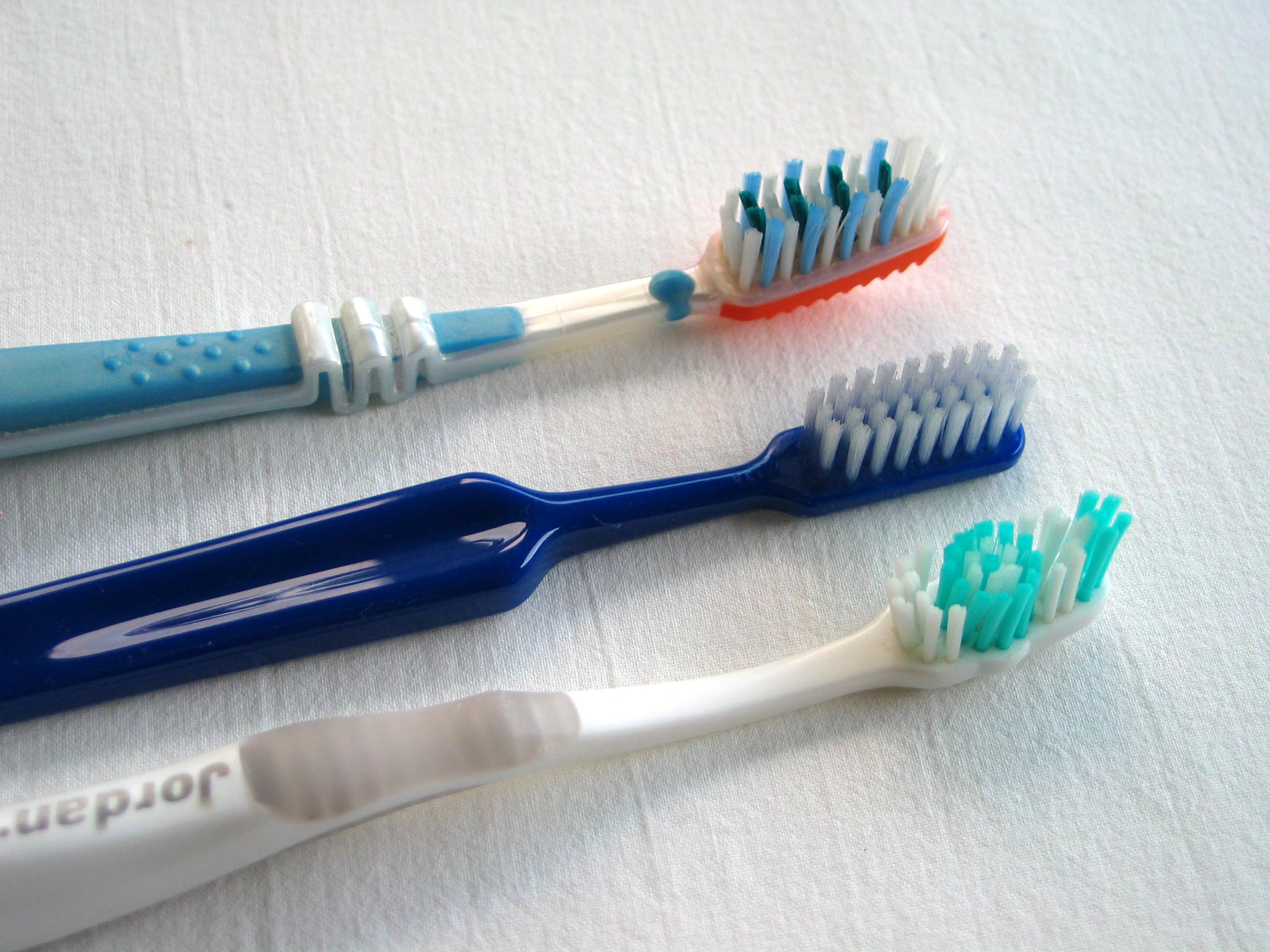
Periuţe de dinţi

## Periile pentru curățare
Periile pentru curățare vin în diverse dimensiuni, de la cele mai mici, cum ar fi cele pentru curățarea instrumentelor fine, periuța de dinți, folosită la curățarea și albirea dinților, împreună cu pasta de dinți. Și măturile pot fi considerate un gen de perii, ele fiind folosite pentru menținerea curățeniei în cadrul locuinței.

## Pensulele
Pensulele sunt folosite pentru aplicarea cernelii sau vopselii pe o suprafață. Acestea sunt de obicei făcute din păr strâns într-un mănunchi astfel încât pensula să poată fi manevrată cu ușurință.

### Tipuri
Pensulele scurte sunt folosite pentru aplicarea de acuarelă sau de cerneală pe hârtie, pe când cele mai lungi pot fi folosite pentru aplicarea de ulei sau acrilice. Există mai multe tipuri de vârfuri de pensulă, dar cele mai folosite sunt:

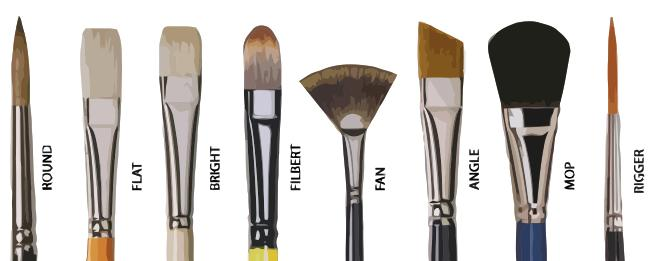
Tipuri de pensulă

- rotund: părul este lungi și strâns pentru desenarea detaliilor
- plat: pentru răspândirea vopselei rapid și uniform pe o suprafață
- scurt: păr drept, scurt și rigid, folosit pentru desenarea în cadrului unui model de țesătură din pânză subțire
- 'Filbert: perii plate care se termină cu o semisferă, folosită de asemenea pentru desenarea detaliilor
- vârtej: pentru amestecarea de mari cantități de vopsea
- unghi: pentru aplicare atât în general cât și pentru detalii
- ghemotoc: format rotunjit, cu o perie pe margine pentru aplicarea largă dar fină de vopsea, conferind astfel o uscare rapidă.
- Rigger: fire de păr lungi, dispuse rotund, folosite tradițional pentru pictarea navelor maritime; sunt bune atât pentru uleiuri cât și pentru acuarelă.

## Îngrijirea periilor

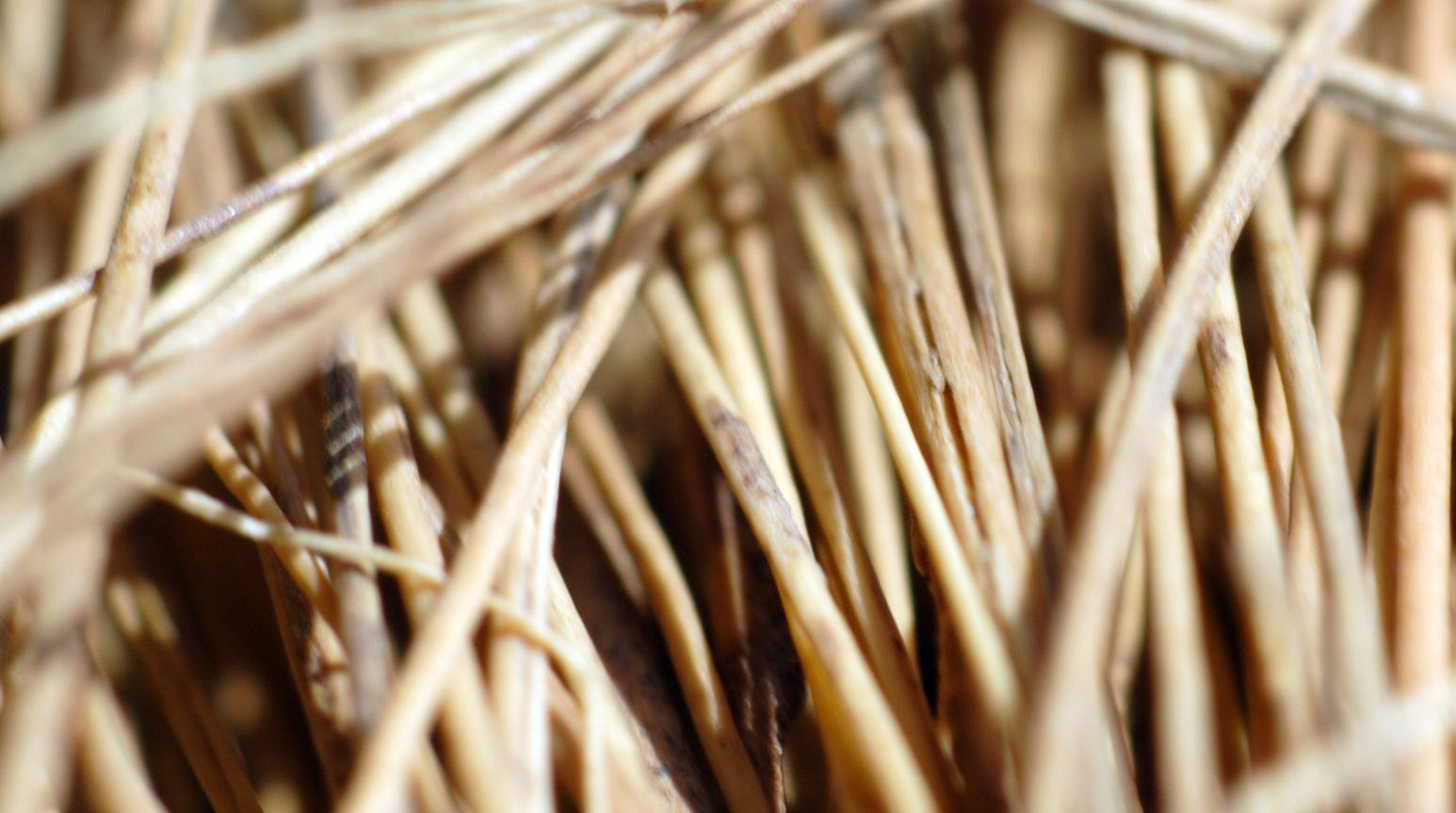
Filamentele unei perii văzute de aproape

O perie/pensulă folosită într-un anumit mediu (vopsea în ulei, acrilice, acuarelă, etc.) nu ar trebui folosită în alt mediu întrucât ar putea face rău obiectelor pe care este aplicată sau le-ar putea grăbi învechirea.
Reziduurile de vopsea sau de solvent ar trebui eliminate de pe perii după folosire. După eliminarea vopselei, detergentul și apa pot fi folosite pentru menținerea curată a periei.
O metodă ecologică de curățare a periilor pe care este aplicată vopsea pe bază de ulei este cufundarea periei în ulei vegetal. Uleiul vegetal curăță în mod natural vopseaua pe bază de ulei.

## Dimensiuni și materiale

### Perii de decorare
Dimensiunile periilor pentru desenare și decorare sunt de obicei date în milimetri sau în țoli. Iată câteva dimensiuni des întâlnite:
- ⅛ țol, ¼ țol, ⅜ țol, ½ țol, ⅝ țol, ¾ țol, ⅞ țol, 1 țol, 1¼ țol, 1½ țol, 2 țoli, 2½ țoli, 3 țoli, 3½ țoli, 4 țoli
- 10 mm, 20 mm, 30 mm, 40 mm, 50 mm, 60 mm, 70 mm, 80 mm, 90 mm, 100 mm

Filamentele sunt fie naturale sau sintetice. Pensulele cu filamente naturale sunt preferate pentru vopselurile pe bază de ulei pe când cele cu filamente sintetice sunt preferate pentru vopselurile pe bază de apă.
Mânerele sunt de obicei din lemn sau din plastic.

### Perii pentru pictură (Pensulele)
Pensulele primesc de obicei numere chiar dacă nu există vreun standard cu privire la dimensiuni. De la cele mai fine la cele mai groase, mărimile sunt după cum urmează:
- 10/0, 7/0, 6/0, 5/0, 4/0, 000, 00, 0, 1, 2, 3, 4, 5, 6, 7, 8, 9, 10, 11, 12, 13, 14, 16, 18, 20, 22, 24, 25, 26, 28, 30. Există pensule mai fine de 10/0 dar acestea sunt neobișnuite.